# Pont-du-Château
Pont-du-Château is een gemeente in het Franse departement Puy-de-Dôme in de regio Auvergne-Rhône-Alpes. De plaats maakt deel uit van het arrondissement Clermont-Ferrand en van het gemeentelijk samenwerkingsverband Clermont Auvergne Métropole.  Pont-du-Château telde op 1 januari 2022 12.422 inwoners.

## Geschiedenis
In de Gallo-Romeinse periode lagen in het moerassig gebied van de Limagne grote boerderijen. Het dorp Paulhat groeide uit zo'n landbouwbedrijf. Een ander dorp dat aan de oorsprong ligt van Pont-du-Château was Machal. Onder druk van de invallen van de Vikingen verplaatste de bewoning zich naar een goed verdedigbare heuvel boven de Allier. Er werd een stenen donjon bij de rivier gebouwd als verdediging. Deze werd in 1122 door koning Lodewijk de Dikke ingenomen en vernield. In 1212 werd Pont-du-Château een deel van het Franse kroondomein. Koning Filips II bouwde het kasteel uit tot een burcht waar hij een garnizoen legerde en liet een dubbele ringmuur aanleggen rond de stad. Deze burcht brandde af in 1581.
Halfweg de 17e eeuw liet Guillaume de Montboissier Beaufort-Canillac een nieuw kasteel bouwen. Tussen 1765 en 1773 werd er een stenen brug over de Allier gebouwd. Vorige bruggen waren weggeslagen door overstromingen meestal was er enkel een veerboot als oeververbinding. Pont-du-Château was een belangrijke rivierhaven aan de Allier en dankzij het Kanaal van Briare, geopend in 1642, was er een verbinding met Parijs. Vanuit de verschillende havens van Pont-du-Château werden steenkool, wijn, steen van Volvic, papier, hennep en hout naar de hoofdstad vervoerd. In de jaren 1830 werd er nog een nieuwe haven gebouwd, maar de komst van de spoorweg halfweg de 19e eeuw maakte een einde aan het transport over de rivier.
Vanaf de jaren 1960 kende de gemeente een sterke groei met de komst van nieuwe bedrijven en nieuwe woonwijken.

## Geografie
De oppervlakte van Pont-du-Château bedroeg op 1 januari 2022 21,61 vierkante kilometer; de bevolkingsdichtheid was toen 574,8 inwoners per km².
De Allier stroomt door de gemeente.
De onderstaande kaart toont de ligging van Pont-du-Château met de belangrijkste infrastructuur en aangrenzende gemeenten.

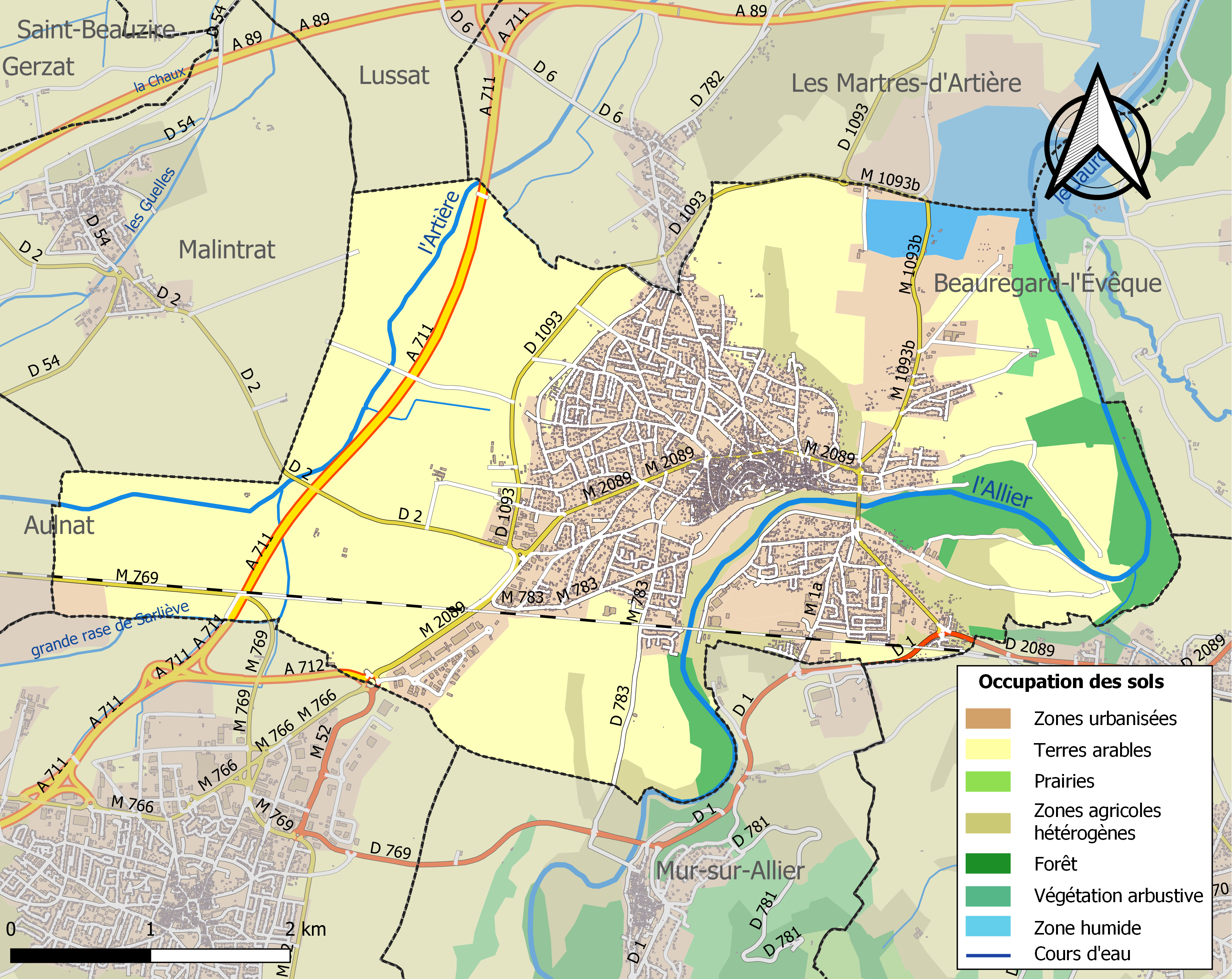

## Verkeer en vervoer
In de gemeente ligt spoorwegstation Pont-du-Château. Het station ligt op de lijnen Saint-Etienne - Thiers - Clermont-Ferrand en Arlanc - Ambert - Clermont-Ferrand. Er zijn ook bushaltes van het grootstedelijk busnetwerk T2C van Clermont-Ferrand.
De gemeente heeft ook een goede wegverbinding met Clermont-Ferrand. De autosnelweg A71 loopt door de gemeente.

## Demografie
Tussen 1968 en 2006 is de bevolking van de gemeente verdubbeld. Ook daarna was er nog een sterke bevolkingsgroei.
Onderstaande figuur toont het verloop van het inwonertal (bron: INSEE-tellingen).

## Bezienswaardigheden

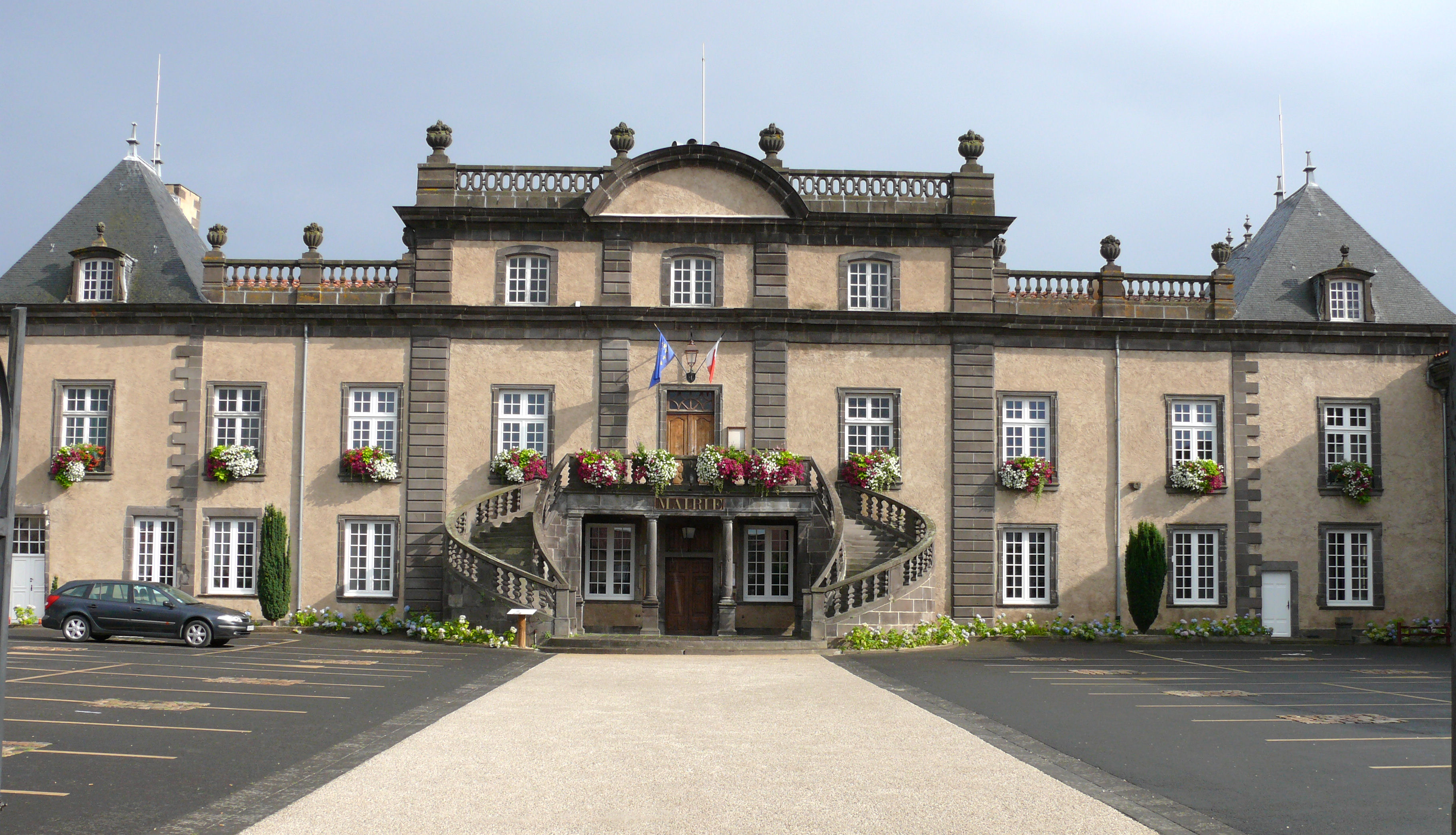
Het kasteel, tevens gemeentehuis

Het kasteel van Pont-du-Château werd gebouwd in de 17e eeuw en onderging belangrijke veranderingen in de 18e eeuw. Eveneens op de heuvel liggen het oude stadscentrum met verschillende vakwerkhuizen en de laatromaanse kerk Sainte-Martine. Deze kerk werd gebouwd op de plaats van een eerdere priorij die afhing van de Abdij van Cluny. In de vlakte ligt de kerk Notre-Dame de Paulhat (late 14e eeuw).